# 015 (prefisso)

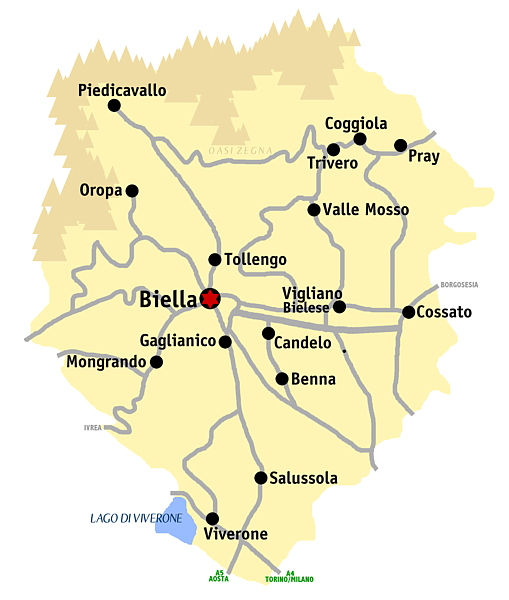
La provincia di Biella

015 è il prefisso telefonico del distretto di Biella, appartenente al compartimento di Torino.
Il distretto comprende la provincia di Biella, tranne dieci comuni nella parte meridionale e il comune di Villa del Bosco nella parte orientale, e due comuni della provincia di Vercelli. Confina con i distretti di Borgosesia (0163) a nord e a est, di Vercelli (0161) a sud e di Ivrea (0125) a ovest.

## Aree locali e comuni
Il distretto di Biella comprende 73 comuni compresi nelle 2 aree locali di Biella e Valle Mosso (ex settori di Campiglia Cervo, Cossato e Valle Mosso). I comuni compresi nel distretto sono: Ailoche, Andorno Micca, Benna, Biella, Bioglio, Borriana, Brusnengo, Callabiana, Camandona, Camburzano, Campiglia Cervo, Candelo, Caprile, Casapinta, Cerrione, Coggiola, Cossato, Crevacuore, Curino, Donato, Gaglianico, Graglia, Guardabosone (VC), Lessona, Magnano, Masserano, Mezzana Mortigliengo, Miagliano, Mongrando, Muzzano, Netro, Occhieppo Inferiore, Occhieppo Superiore, Pettinengo, Piatto, Piedicavallo, Pollone, Ponderano, Portula, Postua (VC), Pralungo, Pray, Quaregna Cerreto, Ronco Biellese, Rosazza, Sagliano Micca, Sala Biellese, Sandigliano, Sordevolo, Sostegno, Strona, Tavigliano, Ternengo, Tollegno, Torrazzo, Valdengo, Valdilana, Vallanzengo, Valle San Nicolao, Veglio, Verrone, Vigliano Biellese, Zimone, Zubiena e Zumaglia .